# Mujer con abanico
Mujer con abanico es un óleo sobre lienzo de 1913-1915 de la pintora española María Blanchard. Desde 1988 se encuentra en el Museo Reina Sofía.

## Descripción
Es una pintura sobre lienzo con unas dimensiones de 161 x 97 cm. El motivo se ha dividido en varios planos que representan diferentes perspectivas, mientras que la gama de colores incluye tonos muy vivos, característicos de los óleos que Juan Gris pintó alrededor de 1915. Esta obra posee otra versión, algo habitual a lo largo de la trayectoria de Blanchard. La réplica se encuentra en una colección privada de Santander.

## Historia
Esta obra se encuadra dentro del comienzo de la etapa cubista de Blanchard, considerada la más destacada de la autora toda vez que ya se había instalado definitivamente en París.